# Асєєв Георгій Георгійович
Георгій Георгійович Асєєв (нар. 9 червня 1943, Кролевець) — український радіофізик, доктор технічних наук (1994), професор (1996). 

## Біографія
Народився в родині станових козаків-шляхтичів. 
1972 року закінчив Харківський університет. У 1965–1974 роках працював у Державному проектному інституті харчової промисловості, у 1974–1994 роках — у Державному науково-дослідному та проектному інституті основної хімії (обидва заклади — у Харкові). 1994 року став завідувачем кафедри інформатики та інформаційних технологій у Харківському державному інституті культури (від 1998 року — Харківська державна академія культури).

## Наукова діяльність
Георгій Асєєв — фахівець у галузі нових інформаційних технологій і принципів опрацювання інформації. Він розробляв проблемно-орієнтовані інтелектуальні системи, які застосовано в структурах автоматизованих систем низки організацій і підприємств. Він також розробляв різні методи обчислення фізико-хімічних параметрів.
Занесений в біографічний словник «Видатні педагоги вищої школи м. Харкова», «Енциклопедію сучасної України, т. 1», енциклопедичний довідник «Сумщина в іменах», в енциклопедію Національної парламентської бібліотеки України (українська бібліотечна енциклопедія). В 2013 р. у серії «Видатні педагоги Харківської академії культури» вийшов його біобібліографічний покажчик.
Дійсний член Української академії наук з 1999 року (відділення «Культура та мистецтво»). Дійсний член Міжнародної академії інформатизації з 1995 року.
Є автором понад 300 наукових праць, з яких: понад 30 – це монографії з різних напрямів наукової діяльності, близько 20 – підручники та навчальні посібники для вищої школи.
Публікації вченого з проблем становлення, розвитку та застосування нових інформаційних та нанотехнологій в розчинах електролітів мають міжнародне визнання. За пропозицією видавництва наукової літератури «CRC Press» та «Begell House, Inc.» (США) було видано 10 монографій Г. Г. Асєєва для англомовних країн.

## Науковий доробок
- Асеев Г. Г. Основы INTERNET : учеб. для студ. вузов культуры и искусств / Г. Г. Асеев, В. Н. Шейко ; М-во культуры и искусств Украины, Харьк. гос. акад. культуры. — Харьков : ХГАК, 1999. — 324 с. : ил. — (Информационные технологии в документоведении).
- Асеев Г. Г. Электронный документооборот : учеб. для ин-тов культуры и искусств / Г. Г. Асеев ; Харьк. гос. акад. культуры. — Харьков : ХГАК, 2000. — 470 с.
- Асєєв Г. Г. Теорія ймовірностей та математична статистика : навч. посіб. / Г. Г. Асєєв, О. Є. Коноваленко, О. М. Рибін ; Харків. держ. акад. культури. — Харків : ХДАК, 2004. — 91 с.
- Асеев Г. Г. Дискретная математика : учебник / Г. Г. Асеев, О. М. Абрамов, Д. Э. Ситников. — Киев : Кондор, 2008. — 162 с.
- Асеев Г. Г. Высшая математика : учеб. пособие для иностр. студентов / [авт.: Г. Г. Асеев, В. М. Демина] ; М-во культуры и туризма Украины, Харьк. гос. акад. культуры, Каф. информ. технологий. — Харьков : ХДАК, 2010. — 123 с.
- Асеев Г. Г. Межчастичные взаимодействия в концентрированных растворах электролитов : [монография] / Г. Г. Асеев ; Нац. техн. ун-т "ХПИ". — Харьков, 2012. — 214 с.
- Асеев Г. Г. Электролиты. Дально- и близкодействующие взаимодействия : [монография] / Г. Г. Асеев. — Харьков : С. А. М., 2013. — 288 с.
- Aseyev G. G. Electrolytes: Supramolecular Interactions and Non-Equilibrium Phenomena in Concentrated Solutions : [monograph] / G. G. Aseyev. — [Boca Raton] : CRC Press, 2015. — 345 с.
- Асєев Г. Наукометрія, інформетрія, бібліометрія : визначення і розмежування / Г. Асєев // Бібліотечний вісник. — 2016. — № 2. — С. 3–10.
- Асеев Г. Г. Электролиты. Межчастичные взаимодействия неравновесных явлений (электропроводность, вязкость, диффузия) в концентрированных растворах : [монография] / Г. Г. Асеев. — Харьков : Лидер, 2017. — 173 с.
- Асєєв Г. Інтеграція фондів бібліотек, архівів і музеїв з метою їх збереження та використання / Г. Асєєв // Вісник Книжкової палати. — 2022. — № 4. — С. 12–17.